# Cocktail (filme de 1988)
Cocktail (mesmo título em Portugal e Brasil) é um filme norte-americano de 1988 do gênero comédia romântica, dirigido por Roger Donaldson.

## Sinopse
Um jovem é dispensado do serviço militar e aceita trabalhar como barman. Bem sucedido no novo trabalho, conquista belas mulheres.

## Elenco principal
- Tom Cruise .... Brian Flanagan
- Bryan Brown .... Doug Coughlin
- Elisabeth Shue .... Jordan Mooney
- Lisa Banes .... Boonie
- Laurence Luckinbill .... Sr. Mooney
- Kelly Lynch .... Kerry Coughlin
- Gina Gershon .... Coral
- Chris Owens
- Ellen Maguire

## Trilha sonora
Cocktail (Original Motion Picture Soundtrack) é a trilha sonora do filme 
Cocktail, lançado em 2 de agosto de 1988 pela Elektra Records em parceria com a Touchstone Pictures. A música original seria composta por Maurice Jarre. No entanto, suas composições são consideradas inconsistentes com o estilo e o enredo do filme. O estúdio então contratou J. Peter Robinson para substituí-lo. O álbum da trilha sonora contribuiu para o sucesso do filme. O disco contém canções de rock como ”Wild Again” do Starship que foi lançada como single da trilha sonora, inclui canções pop como ”Kokomo” dos Beach Boys, também lançada como single no mesmo ano, além de ritmo reggae como ”Oh, I Love You So” do Preston Smith.

Side One
01. "Wild Again" - Starship

02. "Powerful Stuff" - Fabulous Thunderbirds

03. "Since When" - Robbie Nevil

04. "Don't Worry, Be Happy" - Bobby McFerrin

05. "Hippy Hippy Shake" - Georgia Satellites

Side Two
06. "Kokomo" - Beach Boys

07. "Rave On" - John Cougar Mellencamp

08. "All Shook Up" - Ry Cooder

09. "Oh, I Love You So" - Preston Smith

10. "Tutti Frutti" - Little Richard

Outras músicas apresentadas no filme mas não entraram na trilha sonora:
11. "Shelter Of Your Love" - Jimmy Cliff

12. "Addicted To Love" - Robert Palmer

13. "This Magic Moment" - Leroy Gibons

14. "When Will I Be Loved" - The Everly Brothers

15. "Original Sin (Jumpin’ In)" - Think Out Loud

16. "Essential Sensual" - Wayne Roland Brown

17. "That Hypnotizin’ Boogie" - David Wilcox

Produção executiva: Brad Neufeld
Supervisão musical: Carole Childs
Fotografia de capa: Richard Corman

## Curiosidades
Originalmente, o compositor francês Maurice Jarre foi trabalhado com o cineasta australiano Roger Donaldson e foi composta pela primeira vez pelo filme. Mas o cineasta Donaldson disse que estás despedido e a composição de Jarre foi rejeitada. Mas, Jarre e Donaldson trabalhou anteriormente com o filme de suspense com o título Alta Traição (No Way Out) (1987). Agora, o compositor britânico J. Peter Robinson trabalha com Donaldson para compor o filme e substituir o Jarre.

## Principais prêmios e indicações
Globo de Ouro 1989 (EUA)
- Indicado na categoria de melhor canção original (Kokomo).

Framboesa de Ouro 1989 (EUA)
- Venceu nas categorias de pior filme e pior roteiro.
- Indicado nas categorias de pior diretor e pior ator (Tom Cruise).